# Spilosoma rhodosoma
Spilosoma rhodosoma là một loài bướm đêm thuộc phân họ Arctiinae, họ Erebidae.